# Necrotaulius affinis
Necrotaulius affinis is een fossiele soort schietmot uit de familie Necrotauliidae.